# Chancelade
Chancelade is een gemeente in het Franse departement Dordogne (regio Nouvelle-Aquitaine). De plaats maakt deel uit van het arrondissement Périgueux. Chancelade telde op 1 januari 2022 4.442 inwoners. De geschiedenis van Chancelade hangt samen met die van de augustijner abdij, die hier tot de Franse Revolutie was, en ook met de steengroeven.
Het oude dorpscentrum ligt rond het Maison Marquet en de abdij van Chancelade. In de abdij is sinds 1998 weer een augustijner gemeenschap actief, de reguliere kanunniken van de Heilige Victor. De gemeente heeft een modern administratief centrum waarin het gemeentehuis is gevestigd. Rond het centrum liggen nieuwe woonwijken die aansluiten bij het stedelijk gebied van Périgueux. Ook zijn er nog de meer landelijke gehuchten van Les Grèzes en Andrivaux. In Andrivaux werd in 1139 een commanderij van de Tempeliers opgericht.

## Geschiedenis
In de vroege 11e eeuw werd hier een religieuze gemeenschap gesticht. In 1128 werd deze omgevormd tot een abdij van augustijnen en de eerst abt, Gérard de Monlaudun, werd aangesteld door de bisschop van het nabije Périgueux. Later zou de abdij rechtstreeks onder de Heilige Stoel vallen. De abdij werd een etappeplaats voor pelgrims op weg naar Vézelay of naar Santiago de Compostella. De abdijgebouwen werden opgetrokken uit lokaal gewonnen steen. De Honderdjarige Oorlog bracht een einde aan de eerste bloeitijd van de abdij. Tot tweemaal toe werd de abdij bezet door de Engelsen en roversbenden maakten de streek onveilig. De gemeenschap herstelde zich vanaf het midden van de 15e eeuw, maar de Hugenotenoorlogen maakten bijna een einde aan de abdij van Chancelade. In 1617 bleven er nog maar drie of vier kanunniken over en de gebouwen waren in verval. De nieuwe abt, Alain de Solminihac (1622-1658), herstelde de abdij gebouwen en gaf een nieuwe spiritueel elan aan de abdij. Novicen stroomden toe uit de adel en de burgerij en de abdij groeide uit de voornaamste van de Périgord. Na de Franse Revolutie werd de abdij gesloten en de abdijgebouwen werden in 1792 openbaar verkocht. De koper, Pierre Lajugie, liet een groot deel van de gebouwen slopen en hij gebruikte het bouwmateriaal voor de aanleg van wegen.
In 1847 werd er in Chancelade een nieuwe steengroeve geopend. Door de komst van de spoorweg kon de witte steen van Chancelade worden vervoerd naar bouwwerven in het hele zuidwesten van Frankrijk. Op 25 oktober 1885 kwamen veertien arbeiders om bij een instorting. In de loop van de 20e eeuw sloten de steengroeven grotendeels en er kwamen champignonkwekerijen in de ondergrondse gaanderijen. Maar occasioneel wordt er nog steen gewonnen. Tijdens de Trente Glorieuses, de decennia van voorspoed na de Tweede Wereldoorlog, verstedelijkte de gemeente en werd ze een voorstad van Périgueux.

## Geografie
De oppervlakte van Chancelade bedraagt 16,23 km², de bevolkingsdichtheid is 270 inwoners per km² (per 1 januari 2019). De gemeente ligt in de vallei van de Beauronne, een zijrivier van de Isle. Deze laatste rivier vormt de zuidelijke grens van de gemeente.
De onderstaande kaart toont de ligging van Chancelade met de belangrijkste infrastructuur en aangrenzende gemeenten.

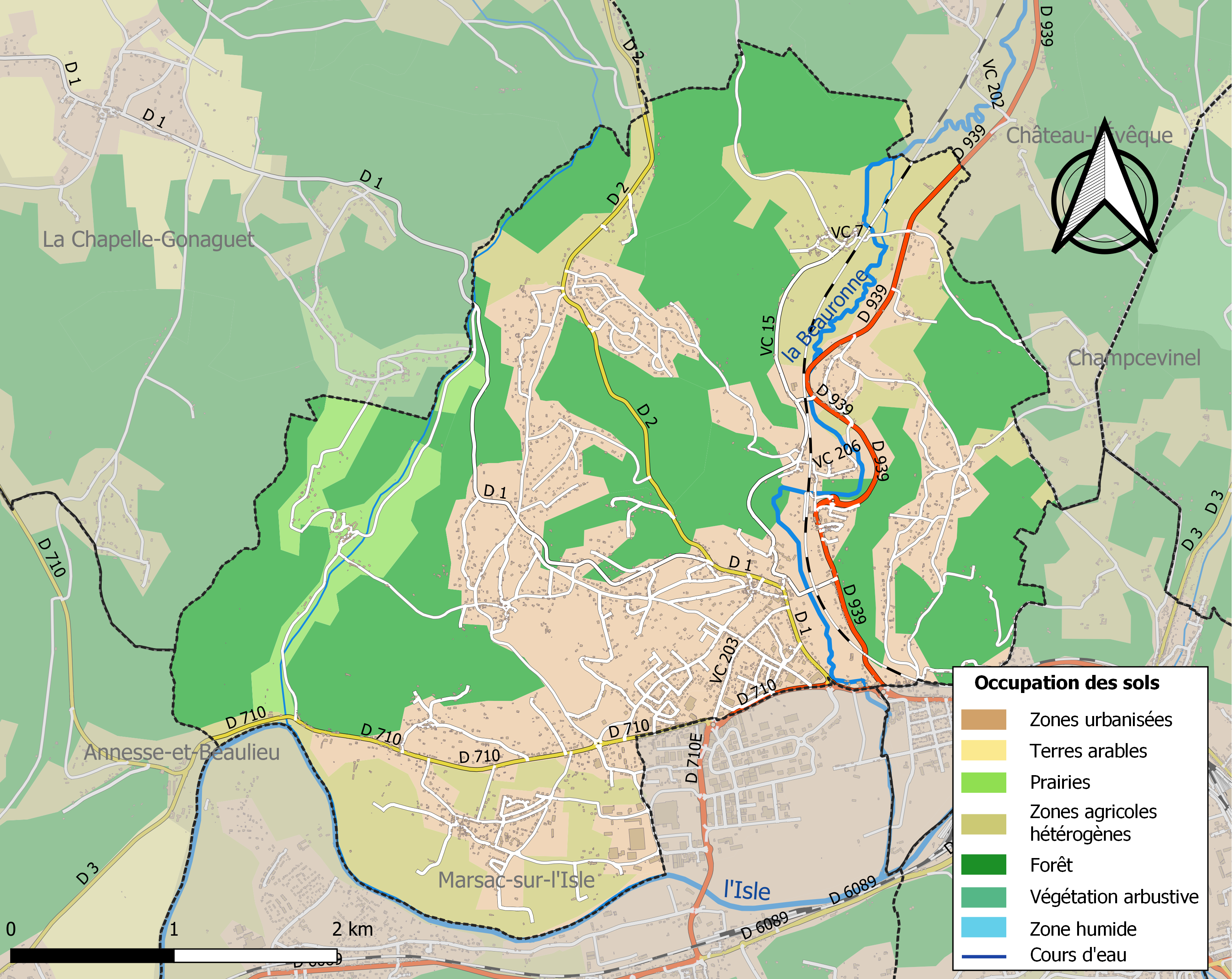

## Demografie
In de loop van de 19e eeuw groeide de bevolking sterk, van 800 naar 1400. Na het midden van de 20e eeuw volgde een nieuwe forse groei, tot ongeveer 4000 inwoners bij de eeuwwisseling.
Onderstaande figuur toont het verloop van het inwonertal (bron: INSEE-tellingen).